# Чемпионат Японии по баскетболу
Би лига (яп. ジャパン・プロフェッショナル・バスケットボールリーグ, англ. B.League) — японская мужская профессиональная баскетбольная лига, стартовавшая в 2016 году. Лига была образована в результате слияния между Национальной баскетбольной лигой (NBL), управляемой Японской баскетбольной ассоциацией (JBA) (аффилированной с ФИБА), и независимой Би-джей лигой (bj league). Слияние было условием для возобновления членства Японии в ФИБА после приостановки в ноябре 2014 году. Чемпионат управляется Японской профессиональной баскетбольной лигой.

## История

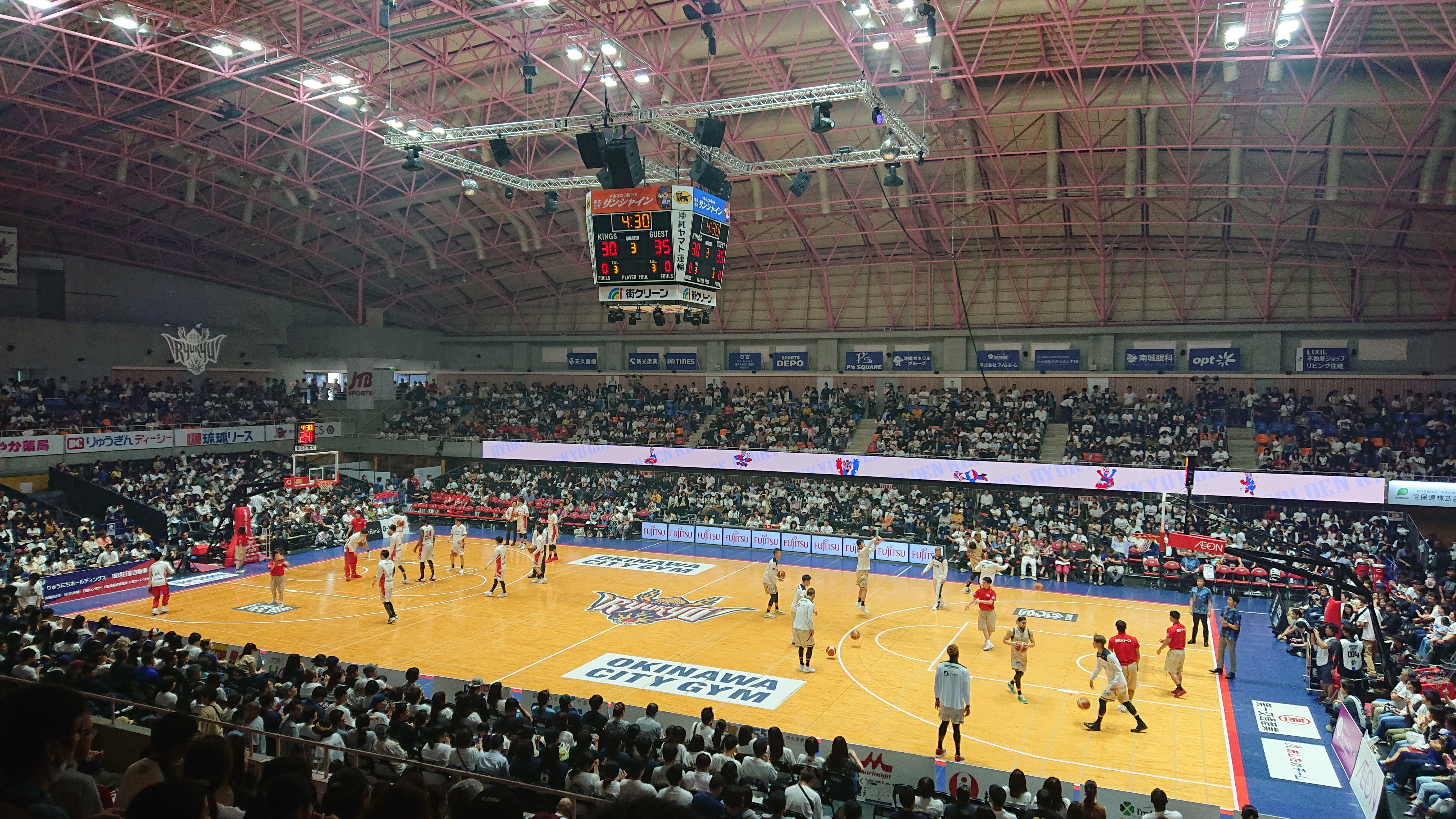
Сезон 2018/2019, матч «Рюкю Голден Кингз» — «Нагоя Даймонд Долфинс».

Японская баскетбольная ассоциация (JBA) была основана в 1930 году и с 1967 года управляет высшими баскетбольными лигами Японии под различными названиями. На протяжении всей истории JBA команды были связаны с крупными корпорациями, и игроки нанимались их компанией-владельцем, а не соревновались как профессионалы. В начале 1990-х футбол в Японии отошёл от аналогичной корпоративной структуры и запустил Джей лигу (J.League) в 1993 году. В том же году JBA начала исследование профессионализации баскетбола, а в 1997 году сняла запрет на профессиональных игроков. Несмотря на это, структура Японской суперлиги (JSL) оставалась любительской по своей природе, и большинство команд оставалось под контролем корпоративного спонсора/владельца.
В 2005 году была запущена Би-джей лига (bj league), основанная на американской системе франшизы профессиональных команд. В ответ в 2007 году JBA повторно запустила Суперлигу под новым названием — Японская баскетбольная лига (JBL), но в соревновании всё ещё было сочетание профессиональных и корпоративных команд. JBL была вновь переименована в Национальную баскетбольную лигу (NBL) в 2013 году. С момента создания bj league в 2005 году, оба соревнования быстро увеличили количество команд, в 2015 году в двух турнирах участвовало 45 клубов.
ФИБА всё больше беспокоило разделение и дезорганизация спорта в стране. После того, как JBA не выполнило сроки реорганизации национальных лиг, ФИБА отстранила Японию от международных соревнований в ноябре 2014 года. Была сформирована рабочая группа для расследования реформирования внутренних лиг под руководством Сабуро Кавабути. В мае 2015 года, по рекомендации ФИБА, Кавабути был назначен президентом JBA. Слияние двух конкурирующих лиг в Би лигу (B.League) было объявлено в июне 2015 года, и в августе ФИБА сняла запрет на выступление в международных соревнованиях. В марте 2016 года телекоммуникационная компания «SoftBank» была названа главным спонсором лиги в первом сезоне.
Сезон 2016/2017 начался с матча-открытия между четырёхкратным чемпионом JBL/NBL «Алварк Токио», который выиграл NBL в сезоне 2015/2016, и четырёхкратным чемпионом bj-league «Рюкю Голден Кингз», выигравшего прошлый сезон лиги. Матч прошёл 22 сентября 2016 года в Национальной гимназии Ёёги. Полный раунд игр с участием всех других команд начался 24 сентября.

## Формат сезона
Лига состоит из трёх дивизионов, в первых двух по 18 команд, в третьем 9 полупрофессиональных команд де-факто. Первый и второй дивизионы имеют систему повышения и понижения в классе и делятся на три конференции.

### Первый дивизион
В первом дивизионе каждая команда проводит 60 игр: 36 против команд своей конференции (8 игр против трёх команд и 6 игр против оставшихся двух) и 24 против команд других конференций (2 игры против каждой команды). Две лучшие команды каждой конференции выходят в плей-офф вместе с двумя командами с лучшим результатом. Четвертьфинальный и полуфинальный раунды плей-офф состоят из двух матчей, которые играются на домашней площадке команды, которая закончила с более высоким процентом побед в регулярном сезоне. Если две команды выигрывают по одной игре, проводится третий матч. Финал чемпионата состоит из одного матча на нейтральной площадке.

### Второй дивизион
Во втором дивизионе регулярный сезон проходит по тому же графику, что и в первом. Победитель каждой конференции плюс команда с лучшим процентом побед выходят в плей-офф. Полуфиналы проходят в том же двухматчевом формате как и в первом дивизионе. Финал и матч за третье место — одиночный матч, сыгранный на нейтральной площадке.

### Повышение и понижение в классе
Четыре команды первого дивизиона с худшими показателями в регулярном сезоне участвуют в турнире, в котором выясняется кто останется в первом дивизионе, а кто вылетит во второй.
В первом раунде турнира команды играют серию из двух матчей, проводимых на домашней площадке команды с лучшим рейтингом, с 10-минутным овертаймом в случае необходимости. Две проигравшие команды из первого раунда автоматически вылетают во второй дивизион и заменяются победителем и финалистом плей-офф второго дивизиона.
Во втором раунде турнира две команды, которые выиграли первый раунд, встречаются в одном матче на нейтральной площадке. Победитель остаётся в первом дивизионе.
В третьем раунде турнира команда, проигравшая во втором раунде, встречается на нейтральной площадке с командой, занявшей третье место в плей-офф второго дивизиона.
В тех случаях, когда команда второго дивизиона, которая имеет право на повышение в первый дивизион, не имеет полной лицензии для первого дивизиона, она остаётся во втором.

## Клубы
В сезоне 2014/2015 В NBL было 12 команд, в Национальной баскетбольной лиге развития (NBDL) (лига второго дивизиона NBL) — 10 и в bj-league — 24. Все 46 команд стремились войти в первый сезон B.League 2016/2017 годов. В конечном счёте, все клубы были приняты в лигу, за исключением «Вакаяма Трианс» и «Хиросима Лайтнинг», которые в своём первом сезоне участвовали в качестве клубов расширения bj-league. Распределение 45 команд на три дивизиона было объявлено в два этапа: в июле и августе 2015 года. В апреле 2016 года лига объявила правила, касающиеся официальных названий команд, сокращённых названий и сокращений, которые будут использоваться клубами. Также был опубликован список имён, которые будут использоваться каждым клубом в сезоне 2016/2017.

### Первый дивизион (18 команд)
| Конференция | Команда                 | Город, префектура  | Арена                                       | Лига в сезоне 2015/16 | Название в сезоне 2015/16      |
| ----------- | ----------------------- | ------------------ | ------------------------------------------- | --------------------- | ------------------------------ |
| Восточная   | Акита Нортерн Хэппинетс | Акита, Акита       | CNA Arena Akita                             | bj-league             |                                |
| Восточная   | Алварк Токио            | Футю, Токио        | Arena Tachikawa Tachihi, Komazawa Gymnasium | NBL                   | Тоёта Алварк Токио             |
| Восточная   | Леванга Хоккайдо        | Саппоро, Хоккайдо  | Hokkai Kitayell                             | NBL                   |                                |
| Восточная   | Уцуномия Брекс          | Уцуномия, Тотиги   | Brex Arena Utsunomiya                       | NBL                   |                                |
| Восточная   | Сан Рокерс Сибуя        | Сибуя, Токио       | Aoyama Gakuin University Gymnasium          | NBL                   | Хитати СанРокерс               |
| Восточная   | Тиба Джетс Фунабаси     | Фунабаси, Тиба     | Funabashi Arena                             | NBL                   | Тиба Джетс                     |
| Западная    | Киото Ханнариз          | Киото, Киото       | Hannaryz Arena                              | bj-league             |                                |
| Западная    | Нагоя Даймонд Долфинс   | Нагоя, Айти        | Dolphins Arena                              | NBL                   | Мицубиси Даймонд Долфинс Нагоя |
| Западная    | Осака Ивесса            | Осака, Осака       | Fumin Kyosai Super Arena                    | bj-league             |                                |
| Западная    | Ризинг Зефир Фукуока    | Фукуока, Фукуока   | Fukuoka Citizens Gymnasium                  | bj-league             |                                |
| Западная    | Рюкю Голден Кингз       | Окинава, Окинава   | Okinawa City Gymnasium                      | bj-league             |                                |
| Западная    | Сига Лейкстарс          | Оцу, Сига          | Ukaruchan Arena                             | bj-league             |                                |
| Центральная | Иокогама Би-Корсерс     | Иокогама, Канагава | Yokohama International Swimming Pool        | bj-league             |                                |
| Центральная | Кавасаки Брейв Тандерс  | Кавасаки, Канагава | Kawasaki Todoroki Arena                     | NBL                   | Тосиба Брэйв Тандерс Канагава  |
| Центральная | Ниигата Альбирекс ББ    | Нагаока, Ниигата   | City Hall Plaza Aore Nagaoka                | bj-league             |                                |
| Центральная | Сан-эн НеоФеникс        | Тоёхаси, Айти      | Toyohashi City General Gymnasium            | bj-league             | Хамамацу Хигасимикава Феникс   |
| Центральная | СиХорсес Микава         | Кария, Айти        | Wing Arena Kariya                           | NBL                   | Айсин СиХорсес Микава          |
| Центральная | Тояма Граузес           | Тояма, Тояма       | Toyama City Gymnasium                       | bj-league             |                                |

### Второй дивизион (18 команд)
| Конференция | Команда                    | Город, префектура  | Арена                                              | Лига в сезоне 2015/16 | Название в сезоне 2015/16     |
| ----------- | -------------------------- | ------------------ | -------------------------------------------------- | --------------------- | ----------------------------- |
| Восточная   | Аомори Уотс                | Аомори, Аомори     | Maeda Arena                                        | bj-league             |                               |
| Восточная   | Гумма Крейн Тандерс        | Маэбаси, Гумма     | Yamato Citizens Gymnasium Maebashi                 | bj-league             |                               |
| Восточная   | Пасслаб Ямагата Вайвернс   | Ямагата, Ямагата   | Yamagata Prefectural General Sports Park Gymnasium | NBDL                  |                               |
| Восточная   | Сайбердайн Ибараки Роботс  | Мито, Ибараки      | Mito Citizens Gymnasium                            | NBL                   | Сайбердайн Цукуба Роботс      |
| Восточная   | Сендай Эйтиннайнерс (89-е) | Сендай, Мияги      | Kamei Arena Sendai                                 | bj-league             |                               |
| Восточная   | Фукусима Файрбондс         | Корияма, Фукусима  | Koriyama General Gymnasium                         | bj-league             |                               |
| Западная    | Бамбишис Нара              | Нара, Нара         | Naraden Arena                                      | bj-league             |                               |
| Западная    | Кагава Файф Эрроуз         | Такамацу, Кагава   | Takamatsu City General Gymnasium                   | bj-league             | Такамацу Файф Эрроуз          |
| Западная    | Кумамото Волтерс           | Кумамото, Кумамото | Kumamoto Prefectural Gymnasium                     | NBL                   |                               |
| Западная    | Симане Сусаноо Мэджик      | Мацуэ, Симане      | Matsue City General Gymnasium                      | bj-league             |                               |
| Западная    | Хиросима Драгонфлайз       | Хиросима, Хиросима | Hiroshima Sun Plaza                                | NBL                   |                               |
| Западная    | Эхиме Орандж Викингз       | Мацуяма, Эхиме     | Matsuyama City General Community Center            | bj-league             | Оита Эхиме ХитДевилз          |
| Центральная | Канадзава Самурайз         | Канадзава, Исикава | Kanazawa City General Gymnasium                    | bj-league             |                               |
| Центральная | Нисиномия Сторкс           | Нисиномия, Хиого   | Nishinomiya City Central Gymnasium                 | NBL                   |                               |
| Центральная | Синсу Брейв Уорриорз       | Тикума, Нагано     | Chikuma City Togura Gymnasium                      | bj-league             |                               |
| Центральная | Тоёцу Файтинг Иглз Нагоя   | Нагоя, Айти        | Biwajima Sports Center                             | NBDL                  | Тоёта Цусо Файтинг Иглз Нагоя |
| Центральная | Токио Хатиодзи Би Трейнс   | Хатиодзи, Токио    | Ésforta Arena Hachiōji                             | NBDL                  |                               |
| Центральная | Эарз Френдс Токио Зэт      | Ота, Токио         | Ota City General Gymnasium                         | NBDL                  |                               |

### Третий дивизион (10 команд)
| Команда                          | Город, префектура    | Лига в сезоне 2015/16 |
| -------------------------------- | -------------------- | --------------------- |
| Айсин Эй Дабл-Ю Ареонс Андзё     | Андзё, Айти          | NBDL                  |
| Гифу Свупс                       | Гифу, Гифу           |                       |
| Ивате Биг Буллз                  | Мориока, Ивате       | bj-league             |
| Кагосима Рибнайз                 | Кагосима, Кагосима   | NBDL                  |
| Оцука Корпорейшен Косигая Альфас | Косигая, Сайтама     | NBDL                  |
| Сайтама Бронкос                  | Токородзава, Сайтама | bj-league             |
| Тоёда Госей Скорпионс            | Киёсу, Айти          | NBDL                  |
| Токио Марин Нитидо Биг Блу       | Нэрима, Токио        | NBDL                  |
| Токио Сайнк Рев                  | Тёфу, Токио          | bj-league             |
| Токио Экселленс                  | Итабаси, Токио       | NBDL                  |

## Правила

### Иностранные игроки
Каждому клубу первого и второго дивизионов разрешено заявлять до трёх иностранных игроков, за исключением одного игрока иностранного происхождения, который стал натурализованным гражданином Японии. Два иностранных игрока могут находиться на площадке одновременно. Натурализованные игроки могут играть как японские граждане и не имеют ограничений. Каждому клубу разрешён один натурализованный игрок.
В соответствии с правилами JBA, иностранные граждане, которые родились или выросли в Японии и окончили начальную и среднюю школы Японии, не рассматриваются в качестве иностранных игроков.